# Шандор Копачі
Шандор Копачі (угор. Kopácsi Sándor; 5 березня 1922, Мішкольц — 2 березня 2001, Торонто) — учасник і літописець Угорської революції 1956 року.

## Біографія
Батько і дід Шандора Копачі були слюсарями, тому він, почавши трудову кар'єру, продовжив родинну традицію, опнувавши цю професію.
У 1944—1945 учасник комуністичного опору режимам Горті і Салаші. Після закінчення Другої світової війни Копачі взяв участь в оновленні національної поліції, а в 1949 році був призначений директором департаменту у справах ув'язнених. Через спробу використати свої повноваження в інтересах ув'язнених був звільнений і відправлений в партійну школу для перепідготовки кадрів.
У 1952 році обійняв посаду начальника поліції Будапешта. В ті часи угорська поліція фактично була філією Управління державної безпеки (угор. Államvédelmi Hatóság, AVH). На новій посаді він намагався зробити поліцію незалежною від AVH. Наступного року Копачі був обраний в парламент Угорщини, де став активним прихильником реформ Імре Надя. Після XX з'їзду КПРС в 1956 році, Копачі на партійних зборах поліції відкрито виступив проти угорського керманича, Генерального секретаря Угорської партії праці ставленика Сталіна Матяша Ракоші. Після придушення Познанських протестів в Польській Народній Республіці він разом з кількома іншими армійськими і поліцейськими високопосадовцями публічно заявив, що не дасть наказу стріляти в народ.
Після початку Угорської революції 1956 року підполковник Шандор Копачі, що продовжував обіймати посаду начальника поліції Будапешта, розпорядився у повстанців не стріляти, в їхні дії не втручатися. Він беззастережно виконав вимоги повсталих про звільнення ув'язнених і зняття червоних зірок з фасаду будівлі управління поліції. На проведеному увечері 23 жовтня надзвичайному засіданні Міністерства внутрішніх справ Угорщини голова КДБ СРСР Іван Сєров, який був представлений угорському керівництву як новий радянський радник (причому ім'я його названо не було) Сєров почав дорікати присутнім у незастосуванні зброї проти «фашистів і імперіалістів, що виводять свої ударні сили на вулиці Будапешта». Шандор Копачі у відповідь заявив, що «мабуть, товариш радник з Москви не встиг вивчити обстановку в нашій країні. Треба сказати йому, що на демонстрацію вийшли не фашисти та інші імперіалісти, а студенти університетів, кращі сини і дочки робітників і селян, цвіт нашої інтелігенції, і вони вимагають здійснення своїх прав, хочуть висловити співчуття полякам і проявити з ними солідарність». 1 листопада, коли перспектива радянського військового втручання стала реальною, Копачі був обраний заступником командувача Національною гвардією Угорщини Бели Кірая. Після придушення повстання радянськими військами Юрій Андропов, що займав тоді посаду посла в радянському посольстві в Будапешті, заманив Копачі у пастку і заарештував. На проведення арешту особисто приїхав Іван Сєров. Тоді він вперше представивися Копачі як голова КДБ СРСР. Сєров нагадав про їхню зустріч 23 жовтня, а потім пообіцяв повісити Копачі на найвищому дереві в Будапешті.

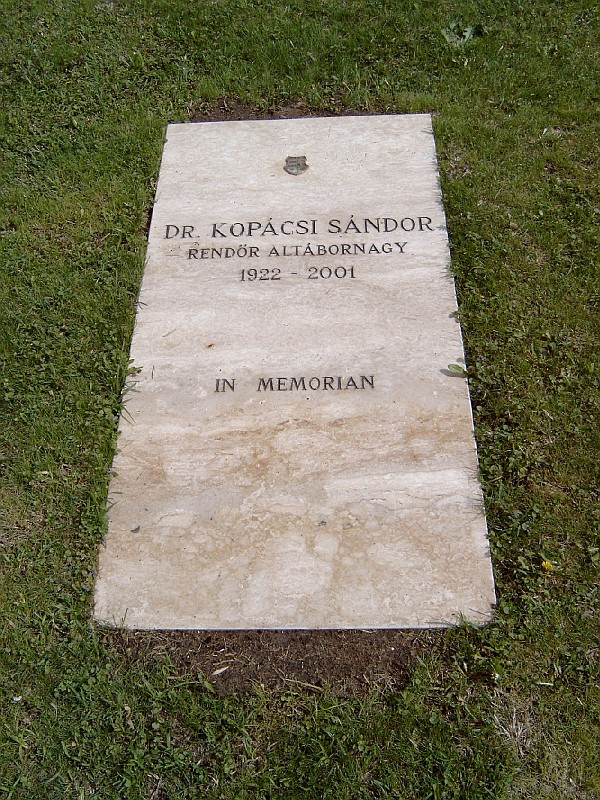
Могила Шандора Копачі в Будапешті

15 червня 1958 року Верховним Судом Угорщини Копачі, як сподвижник Імре Надя, був засуджений до довічного ув'язнення. У 1963 році був звільнений по амністії. У 1969 закінчив університет, але, отримавши диплом юриста, не зміг знайти роботу за фахом.
У 1975 році Шандор Копачі емігрував з дружиною до Канади. Там йому довелося попрацювати офіціантом, робітником на заводі холодильників, чорноробом в Торонто на електростанції. У 1987 році він вийшов на пенсію.
У 1989 році Шандор Копачі був оголошений праведником народів світу за укривання євреїв у своєму будинку під час Другої світової війни.
Після падіння комуністичного режиму в 1990 році він повернувся до Угорщини, де його військове звання було відновлено. У 2000 році Шандор Копачі повернувся до Канади, де і помер від серцевого нападу 2 березня 2001 року в Торонто.

## Творчість
Шандор Копачі підготував рукопис: «Іменем робочого класу: погляд зсередини на історію Угорської революції», який угорською мовою займав понад тисячу сторінок. За допомогою Тібора Тардоша, угорського журналіста з Парижа, рукопис був скорочений, відредагований і переведений на французьку мову під назвою «Au Nom-de-la-Classe Ouvrier». Книга була опублікована видавництвом Роберта Лаффонта в 1979 році. Незабаром після цього канадські журналісти Данієль і Джуді Штофманн організували і опублікували в «Toronto Star» інтерв'ю з автором, слідом за яким з'явився англійський переклад книги.